# Замок Траусниц
Замок Траусниц (нем. Burg Trausnitz) — резиденция правителей Баварско-Ландсхутского герцогства из династии Виттельсбахов, расположенная на холме в Ландсхуте.
Первый герцог Виттельсбахов Оттон I и его сын Людвиг I смогли значительно расширить свои наследственные владения в Нижней Баварии. Для обороны новых территорий к северо-востоку от Мюнхена, у реки Изар, на высоком холме в 1204 году был построен замок Ландсхут (в пер. с немецкого — «защитник земли»). Под защиту крепости потянулись местные жители, и у подножия холма быстро образовался город. Его стали называть также, как и замок, у которого со временем появилось новое имя — Траусниц.
До начала XVI века Ландсхут был резиденцией одного из дворов династии Виттельсбахов в Нижней Баварии. Остальные три находились в Ингольштадте, Мюнхене и Штраубинге.
В Трауснице Людвиг IV Баварский держал в заточении Фридриха Красивого, герцога Австрийского, сына германского короля Альбрехта I, убитого в 1308 году своим племянником Иоганном Швабским.
В 1475 году Георг Богатый, сын баварского герцога Людвига Богатого, обвенчался здесь с польской принцессой Ядвигой. Это событие вошло в историю как ландсхутская свадьба.
Заметный след в Трауснице оставил герцог Вильгельм V Благочестивый, который был правителем этих мест с 1545 года до переезда в Мюнхен в 1579 году. Вдохновлённый парковыми ландшафтами Италии, он разбил замечательный сад, который спускался от замка по склону холма к реке Изар. В этом саду росли экзотические растения, водились невиданные животные, например, львы. Стены замка украшали ценные картины. Вильгельм V оказался таким страстным коллекционером, что растратил на картины почти всё своё наследство. Придворная жизнь здесь шла от праздника к празднику, устраивались рыцарские турниры, выезды на охоту, сюда приезжали лучшие баварские артисты и музыканты. На северном углу крепостных стен соорудили специальную лоджию, где можно было, слушая музыку, осматривать окрестности.
К самым интересным сооружениям замка относят винтообразную «лестницу шутов» в западном крыле замка. Стену вокруг ступеней украшают изображения типичных персонажей итальянской комедии дель арте: Панталоне, Филумены, Арлекина и других. Когда-то эти маски смешили герцога и его придворных.

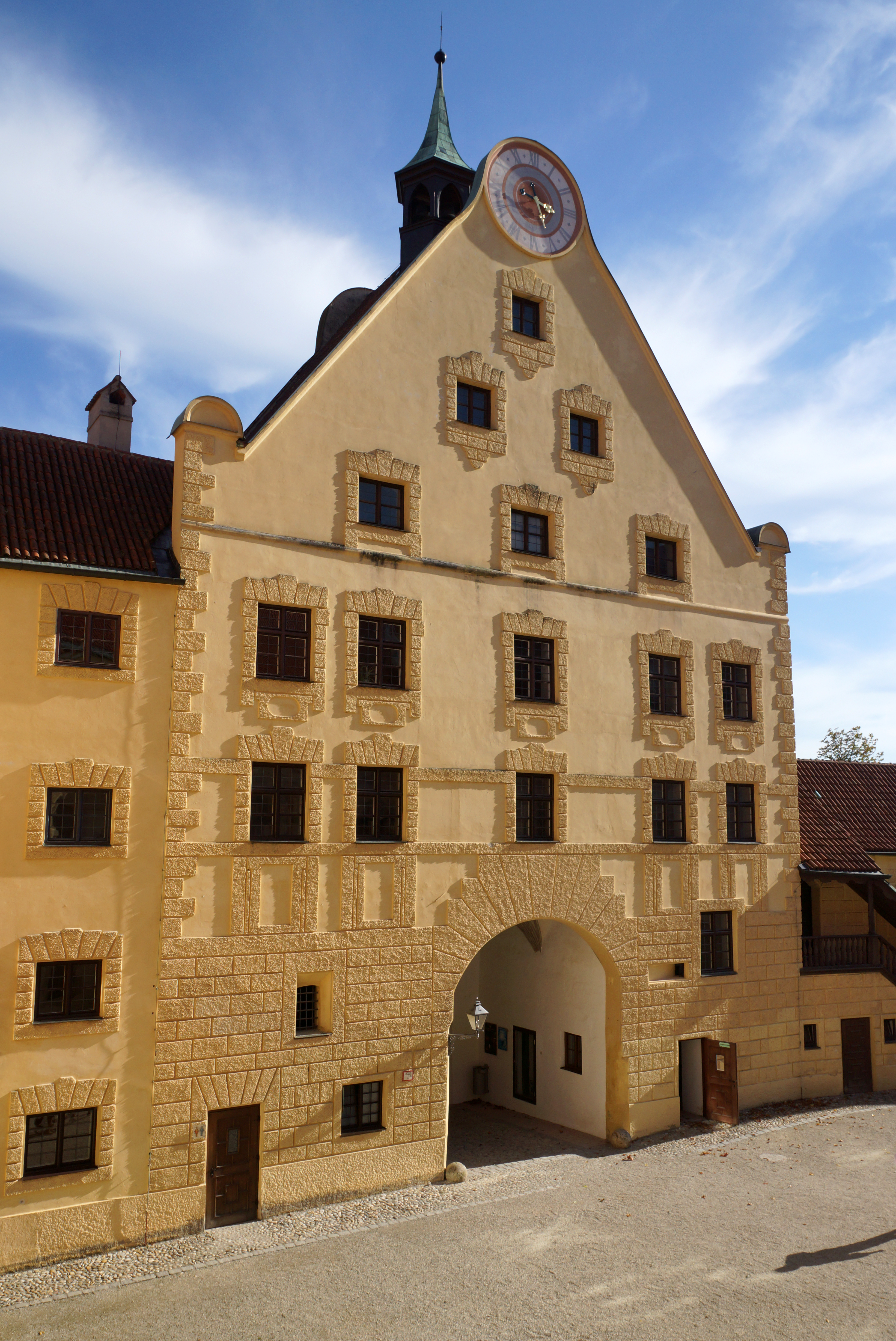
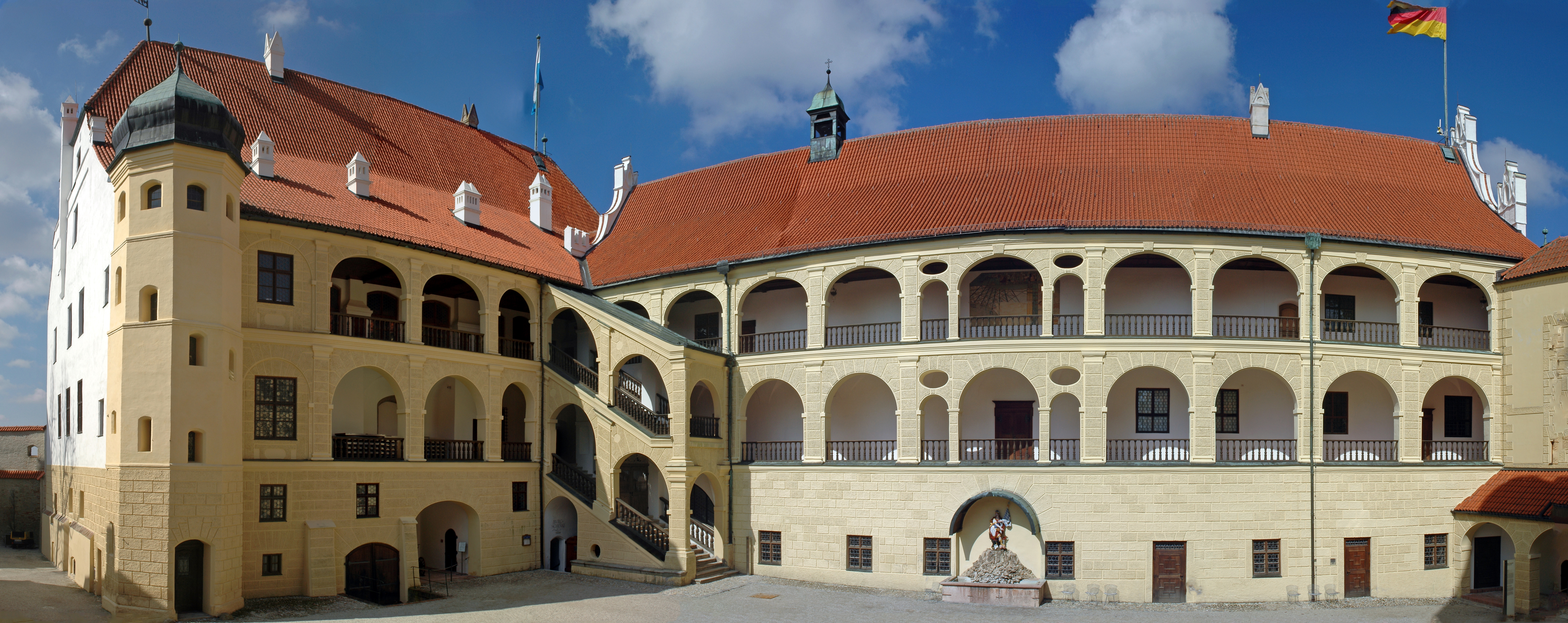
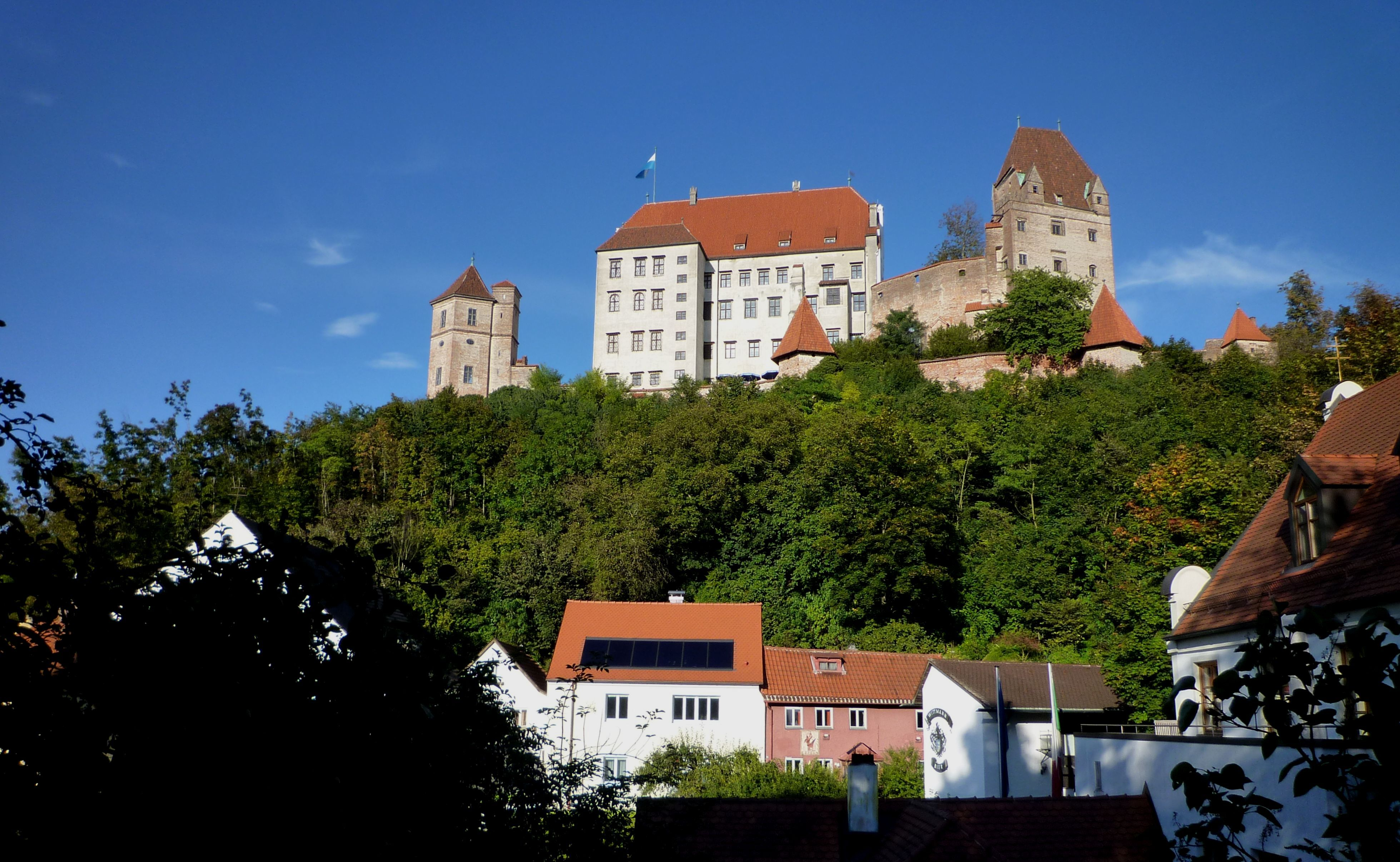
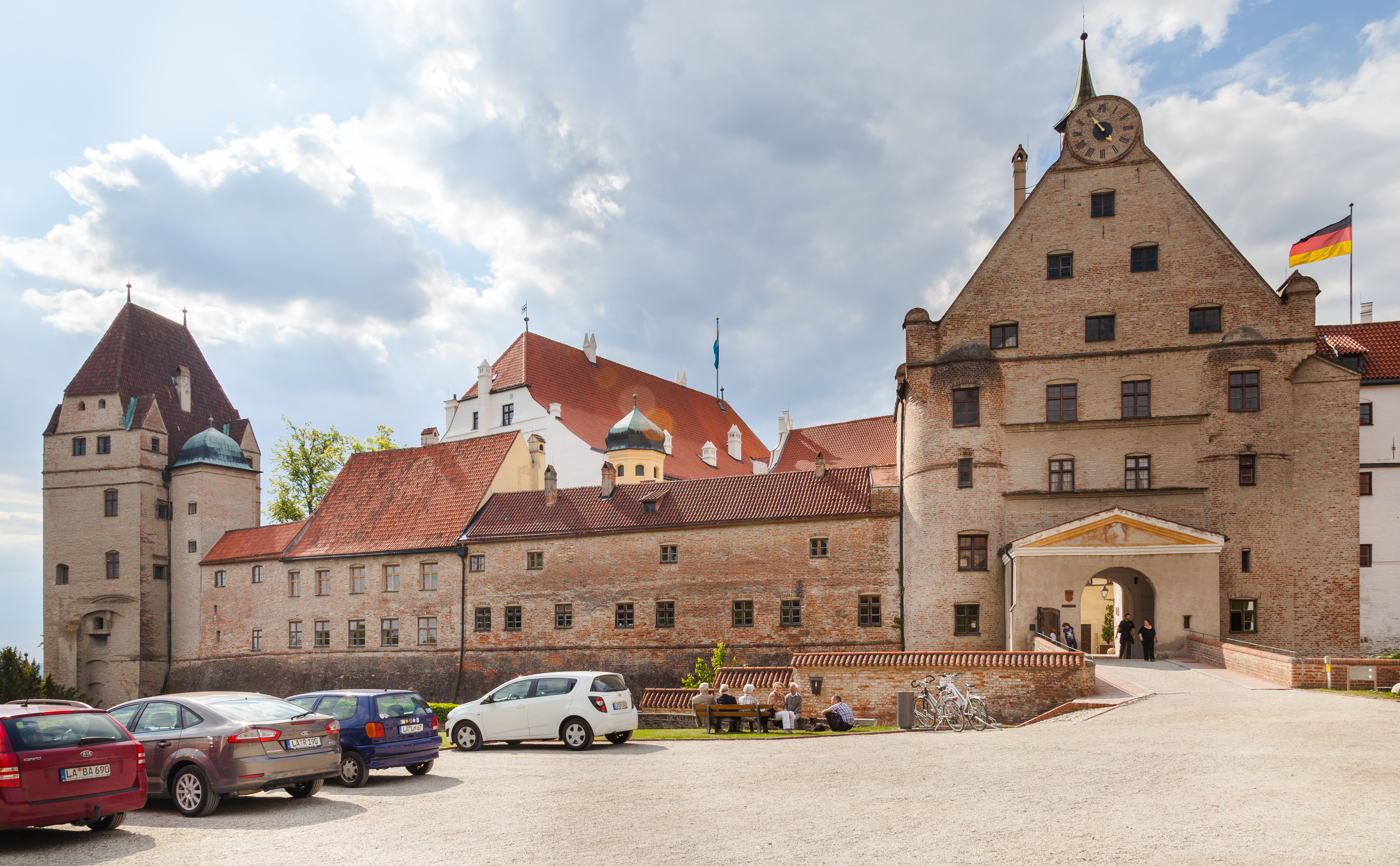
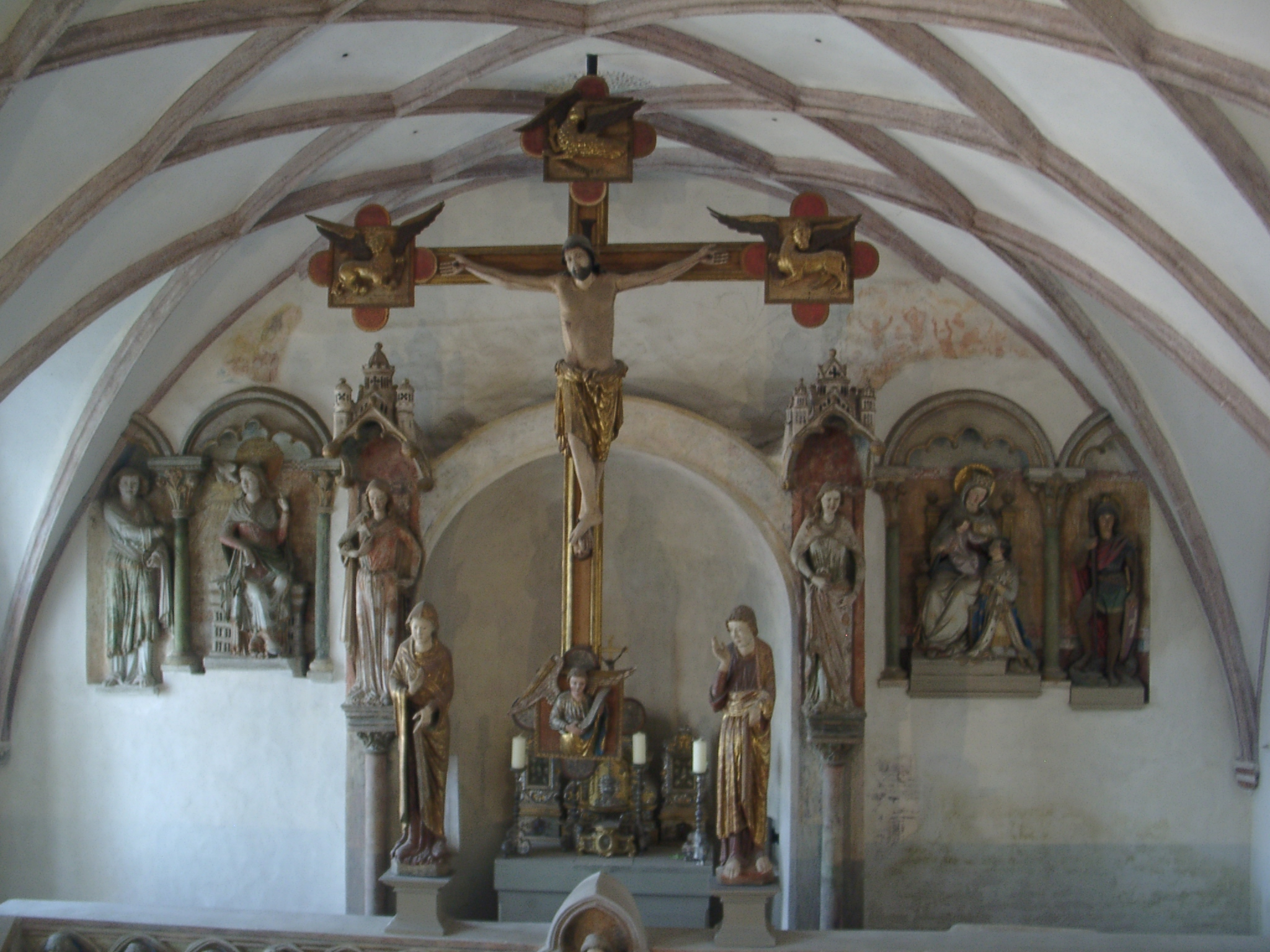